# Врбовце
Врбовце (словац. Vrbovce) — село, громада округу Миява, Тренчинський край. Кадастрова площа громади — 51.52 км².
Населення 1496 осіб (станом на 31 грудня 2019 року).

## Історія
Врбовце згадується 1394 року.

## Населення
| Рік:            | 1994. | 2004.   | 2014.   | 2024.   |
| --------------- | ----- | ------- | ------- | ------- |
| Кількість осіб: | 1622  | 1574    | 1539    | 1405    |
| Різниця:        |       | -2,95 % | -2,22 % | -8,70 % |

| Рік:            | 2023. | 2024.   |
| --------------- | ----- | ------- |
| Кількість осіб: | 1420  | 1405    |
| Різниця:        |       | -1,05 % |